# Zeitschrift für Grundschulforschung
Die Zeitschrift für Grundschulforschung (ZfG) – Journal for Primary Education Research ist ein etabliertes Fachorgan für wissenschaftliche Publikationen, die sich in ihren Fragestellungen mit der Bildung im Primarbereich befassen, nicht nur in nationaler, sondern zunehmend auch in internationaler Perspektive. Berücksichtigt werden dabei auch Problemlagen mit den der Grundschule vorgelagerten und nachfolgenden Institutionen, Professionen und Praxen. Die Zeitschrift sieht sich insbesondere auch als Publikationsorgan für Theorie- und Forschungsbeiträge zum Elementarbereich. Sie erscheint halbjährlich im Jahr im Verlag Springer.

## Profil und Aufbau
Mit der Fokussierung auf die Primar- und Elementarbildung umfasst die Zeitschrift ein breites und komplexes Diskurs- und Forschungsfeld. In thematischer Konkretisierung gehört dazu u. a. die wissenschaftliche Auseinandersetzung mit schulexternen und -internen Gelingensbedingungen von kollektiven wie individuellen Bildungs- und Lernprozessen einschließlich ihrer beanspruchten und realisierten Verlaufs- und Ergebnisqualität. Weiterhin umfasst das Diskurs- und Forschungsfeld Fragen zur organisatorischen, zeitlichen, sozialen, curricularen und methodischen Gestaltbarkeit der Primar- und Elementarbildung unter kulturspezifisch wie regional und lokal variierenden kontextuellen Bedingungen und Anforderungen sowie mit den beteiligten pädagogischen Professionen. Zu diesen wie zu einer ganzen Reihe weiterer Probleme publiziert die ZfG Theoriereflexionen und -diskurse unterschiedlicher disziplinärer Herkunft.
Jedes Einzelheft enthält Forschungsbeiträge zu einem Themenschwerpunkt, den die Herausgeberinnen und Herausgeber mittels eines Call for Papers im Vorfeld annoncieren. Zusätzlich sind in jedem Heft auch themenungebundene offene Beiträge vertreten. Passend zum jeweiligen Schwerpunktthema werden Einführungs- und Diskussionsbeiträge publiziert und darüber hinaus auch Rezensionen.

## Herausgeber und Redaktion
Die Zeitschrift wird von K. N. Andersen (Luxembourg), A. Hartinger (Augsburg), F. Heinzel (Kassel), G. Kammermeyer (Landau), J. Lange (Siegen), K. Lohrmann (München) und M. Vogt (Bielefeld) herausgegeben.
Verantwortlich für die Redaktion ist T. Neuhaus (Bielefeld).